# 1910 en littérature
| Années de la littérature : 1907 - 1908 - 1909 - 1910 - 1911 - 1912 - 1913    |
| Décennies de la littérature : 1880 - 1890 - 1900 - 1910 - 1920 - 1930 - 1940 |

Cet article présente les faits marquants de l'année 1910 en littérature.

## Presse
- 16 novembre : L’Excelsior, quotidien illustré, paraît en France.

## Essais
- Raymond Roussel, Impression d’Afrique (février).
- Sigmund Freud (allemand), Un souvenir d’enfance de Léonard de Vinci (10 juin).
- André Gide, Oscar Wilde, éd. Mercure de France.
- J. E. Casely Hayford (ghanéen), Ethiopia Unbound.
- Rudolf Hilferding (allemand), Das Finanz Kapital.
- Colonel Charles Mangin, La Force noire.
- Charles Péguy, Notre Jeunesse.
- Henri Poincaré, Savants et écrivains, éd. Flammarion
- Jules Romains, Manuel de déification.
- Pierre de Ségur, Au couchant de la monarchie: Louis XVI et Turgot, 1774-1776

## Poésie
- Guillaume Apollinaire, L’Hérésiarque et Cie (octobre).
- Dezső Kosztolányi, Les Plaintes du pauvre petit enfant.
- Charles Péguy, Le Mystère de la charité de Jeanne d'Arc.
- Jules Romains, Un être en marche.
- Gabriel Volland : La Flûte d'Ebène, éd. Eugène Fasquelle.

## Romans

### Auteurs francophones
- Gaston Leroux, Le Fantôme de l'Opéra.

### Auteurs traduits
- Sōseki Natsume (japonais), Le cœur.

## Théâtre
- 7 février : Edmond Rostand, Chantecler
- 12 avril : On Purge bébé, pièce de Feydeau.
- avril : Le Fantôme de l'Opéra, de Gaston Leroux.
- 8 décembre : La femme et le Pantin, pièce de Pierre Louÿs et Pierre Frondaie.

- Construction du Théâtre des Champs-Élysées par Perret.

## Récompenses et prix littéraires
- prix Nobel de littérature : Paul Heyse
- Prix Goncourt : De Goupil à Margot de Louis Pergaud
- Prix Femina : Marguerite Audoux, pour Marie-Claire

## Principales naissances
- 16 janvier : Mario Tobino, poète, écrivain et psychiatre italien. († 11 décembre 1991).
- 19 janvier : Hrachya Kochar, écrivain et publiciste arménien († 2 mai 1965).
- 5 mars : Ennio Flaiano, écrivain italien, dramaturge, romancier, scénariste de films, journaliste et critique dramatique († 20 novembre 1972).
- 21 avril, Pi Chun-deuk, essayiste, professeur de littérature anglaise, et poète sud-coréen († 25 mai 2007).
- 23 juin : Jean Anouilh, dramaturge français († 3 octobre 1987).
- 27 juillet : Julien Gracq, écrivain français († 22 décembre 2007).
- 12 août : Józef Bielawski, arabisant polonais († 19 septembre 1997).
- 30 octobre : Miguel Hernández, poète et dramaturge espagnol († 28 mars 1942).
- 19 décembre : Jean Genet, écrivain, poète et dramaturge français († 15 avril 1986).

## Principaux décès
- 21 avril : Mark Twain, écrivain, essayiste et humoriste américain, 74 ans (° 30 novembre 1835).
- 26 avril : Bjørnstjerne Bjørnson, écrivain nationaliste norvégien (° 8 décembre 1832).
- 30 avril : Jean Moréas (pseudonyme de Ioánnis A. Papadiamantópoulos), poète symboliste grec d'expression française (° 15 avril 1856).
- 22 mai : Jules Renard, écrivain français, 46 ans (° 22 février 1864).
- 28 mai : Kálmán Mikszáth, écrivain hongrois (° 16 janvier 1847).
- 20 novembre : Léon Tolstoï, écrivain russe (° 9 septembre 1828).